# Yekaterina Sevostianova
Yekaterina Yúrievna Sevostiánova –en ruso, Екатерина Юрьевна Севостьянова– (Lípetsk, 16 de diciembre de 1998) es una deportista rusa que compite en remo.
Ganó una medalla de bronce en el Campeonato Mundial de Remo de 2018 y tres medallas en el Campeonato Europeo de Remo entre los años 2018 y 2021.

## Palmarés internacional
| Campeonato Mundial | Campeonato Mundial    | Campeonato Mundial | Campeonato Mundial |
| Año                | Lugar                 | Medalla            | Prueba             |
| ------------------ | --------------------- | ------------------ | ------------------ |
| 2018               | Plovdiv (Bulgaria)    | Medalla de bronce  | Cuatro sin timonel |
| Campeonato Europeo |                       |                    |                    |
| Año                | Lugar                 | Medalla            | Prueba             |
| 2018               | Glasgow (Reino Unido) | Medalla de oro     | Cuatro sin timonel |
| 2019               | Lucerna (Suiza)       | Medalla de bronce  | Ocho con timonel   |
| 2021               | Varese (Italia)       | Medalla de bronce  | Ocho con timonel   |